# پیام شکیبا
پیام شکیبا، زندانی سیاسی، دانشجوی کارشناسی ارشد علوم سیاسی دانشگاه علامه طباطبایی و عضو سابق انجمن اسلامی دانشگاه زنجان است که به اتهام تبلیغ علیه نظام و اجتماع و تبانی به قصد اقدام علیه امنیت ملی به ۱۱ سال حبس و ۲ سال تبعید به برازجان محکوم شده‌است.

## دستگیری و زندان
او در ۱۸ تیر سال ۱۳۸۷ توسط اداره اطلاعات زنجان دستگیر و پس از ۲۲ ماه با قید وثیقه آزاد شد. در سال ۱۳۸۸ در دادگاه انقلاب زنجان به تحمل ۱ سال حبس تعزیری محکوم شد. این حکم در دادگاه تجدید نظر به ۶ ماه حبس تعزیری و ۶ ماه حبس تعلیقی تقلیل یافت. در سال ۱۳۸۹ وی برای تحمل محکومیت به زندان رفت و در همان سال پس از تحمل محکومیت حبس آزاد شد.
پیام در سال ۱۳۹۱ در حین گذراندن تحصیلات دانشگاهی خود در رشته کارشناسی ارشد علوم سیاسی واحد علوم و تحقیقات تهران از دانشگاه اخراج شد. محرومیت از تحصیل در مقطع کارشناسی ارشد وی با ارسال نامه‌ای از سوی مرکز آزمون دانشگاه آزاد عملی شد و از حضور وی در امتحانات پایان ترم ممانعت به عمل آمد.
در ۳ اسفند ماه ۱۳۹۵ مجدداً توسط نیروهای وزارت اطلاعات بازداشت شد. او دو ماه اول بازداشت خود را در سلول انفرادی بند ۲۰۹ زندان اوین و سپس در سلولی چند نفره در همین بند گذراند. وی سپس به زندان گوهردشت منتقل شد. در تیر ۱۳۹۷ وی به ۱۱ سال زندان و ۲ سال تبعید به برازجان محکوم شد. هم‌اکنون در سالن ۱۰ بند ۴ محبوس است.